# Jorge Gómez (Radsportler)
Jorge Gómez Palermo (* 3. Mai 1956) ist ein ehemaliger kubanischer Radrennfahrer.

## Sportliche Laufbahn
Gómez war Straßenradsportler und Teilnehmer der Olympischen Sommerspiele 1976 in Montreal. Er bestritt dort das Mannschaftszeitfahren und wurde mit Carlos Cardet, Aldo Arencibia und Raúl Marcelo Vázquez 14. des Rennens.
1977 gewann er zwei Etappen der Kuba-Rundfahrt, 1979 eine Etappe in der Vuelta al Táchira. 1976 und 1979 belegte er jeweils den 9. Platz in der Kuba-Rundfahrt. Die Internationale Friedensfahrt fuhr er zweimal. 1975 wurde er 97. und 1977 67. der Gesamtwertung.